# Crank
 Crank és una pel·lícula estatunidenca dirigida per Mark Neveldine i Brian Taylor, estrenada el 2006. Ha estat doblada al català.

## Argument
Assassí a sou, Chev Chelios s'entera que el seu rival, el mafiós xinès Verona li ha injectat un verí que bloqueja els receptors d'adrenalina. Per sobreviure, Chev ha d'estar en perpetu moviment, sinó morirà. Chelios comença una carrera contra el rellotge per trobar l'antídot. Beurà còctels més o menys segurs per tal de conservar el seu ritme desenfrenat i la seva taxa d'adrenalina al nivell més alt. Quan no pot empassar productes excitants de tots els gèneres, se'l veurà corrent arreu, robant una moto de policia, circular a tota velocitat pels carrers de Los Angeles, copular amb la seva amiga en ple dia als carrers del barri xinès, etc.

## Repartiment
- Jason Statham: Chev Chelios
- Amy Smart: Eve
- Jose Pablo Cantillo: Verona
- Efren Ramirez: Kaylo
- Dwight Yoakam: Doctor Miles
- Carlos Sanz: Carlito
- Reno Wilson: Orlando
- Valarie Rae Miller: Chocolat
- Chester Bennington: (Cameo)

## Al voltant de la pel·lícula
- El guió de la pel·lícula es basa en el principi de l'evolució d'un personatge en un vídeojoc: es desplaça sempre corrent, s'enfronta a enemics i de vegades amb caps, ha de trobar un mitjà de restaurar la seva salut... d'altra banda, en una picada d'ull, les obres de pixel art i dels Space Invaders són disseminats una mica arreu en els decorats de la pel·lícula.
- La persona que dona el consell a Chev a la farmàcia sobre el vaporitzador nasal és Chester Bennington, el cantant del grup Linkin Park.

## DVD
- Tret el 25 octobre 2007
- DVD 9 - Imatge 16/9 compatible 4/3 1.85
- Mode adrenalina: Sense deixar el film, es pot accedir als plusos (entrevistes del director i dels actors, imatges del rodatge, efectes visuals...)